# 姜宏波
姜宏波（1973年1月18日—），黑龙江齐齐哈尔人，中国大陸女演员。

## 生平
她生于黑龙江省齐齐哈尔市。毕业于沈阳体育学院，当过排球运动员，后来毕业于北京电影学院表演系。现在居住于北京。

## 演出作品

### 电影
- 2022年《暗恋橘生淮南》
- 2011年《郭明义》
- 2010年《大玩家》
- 2010年《爱情无间道》饰 陈舟
- 2009年《寻找成龙》饰 女警官
- 2009年《马文的战争》
- 2008年《三国之见龙卸甲》饰 軟兒 导演：李仁港 合作演员：刘德华
- 2007年《缴枪不杀》导演：曾志伟
- 2007年《睁开你的眼睛》导演：庞好
- 2007年《爱情呼叫转移》导演：张建亚
- 《天竺山传奇》 导演：何伟
- 2006年《真情年代》饰 何莹
- 2006年《上海迷雾》导演：安建
- 2006年《大城小事》 导演: 叶伟信
- 2004年《电影往事》 导演：小江
- 2004年《爸爸，我在哪里等你》
- 2000年《鬼子来了》 饰 鱼儿 导演:姜文[2]

### 电视剧
- 未播《巴清傳奇》饰 趙姬
- 待播中《雷霆令》饰 慕青
- 待播中《把黑夜点燃》(網絡劇)
- 待播中《喀什古城》
- 2024年《在暴雪时分》饰 吳淺
- 2024年《黑土无言》(網絡劇)饰 严红梅
- 2023年《南風知我意》饰 林芝
- 2023年《照亮你》 饰 林泉
- 2021年《武当一剑》(2017年拍攝)饰 西门夫人
- 2020年《北靈少年誌之大主宰》饰 洛河之靈(客串)
- 2019年《築夢情緣》飾 章梅/蘇梅
- 2018年《西京故事》饰 孙晓寒
- 2017年《天泪传奇之凤凰无双》饰 王太后
- 2016年《嘿，孩子》(客串)饰 朱姐
- 2016年《超少年密码》(網絡劇)
- 2016年《生活有点甜》饰 张云
- 2015年《羋月傳》飾 楚威王后
- 2015年《台儿庄往事》
- 2014年《我的博士老公》
- 2011年《致命名单》饰 陈洁
- 2011年《民兵葛二蛋》
- 2011年《烈焰》饰 姜丽华
- 2011年《情感战争》
- 2009年《鋼鐵年代》飾麥草導演：孔笙[3]
- 2009年《母亲的战争》导演：刘新
- 2008年《漂亮的事》 饰 张雨彤
- 2007年《网球王子》饰 龙崎教练
- 2007年《前妻》 饰 肖惠兰
- 2006年《誓言》 导演：石磊
- 2006年《谁与争锋之女人花》 导演：石磊 饰 陈洁
- 2006年《永远的田野》饰 大美丽
- 2006年《我的冠军》 导演：庞好
- 2006年《真情年代》 饰 何莹
- 2005年《家有宝贝》饰 孙老师
- 2005年《美丽的田野》 导演：孙沙
- 2005年《上海迷雾》 导演：安健
- 2005年《阮玲玉》 合作演员：吴倩莲、孙淳
- 2005年《大江沉重》 导演：成浩
- 2004年《别了，温哥华》 饰 王平平
- 2002年《最后的棚户人家》 导演:张晓光
- 2002年《美丽约定》
- 2001年《越越》
- 2000年《边城落日》
- 2000年《明星制造》 导演:梦继
- 1999年《家园》 导演：杨亚洲
- 1999年《雍正小蝶年羹尧》
- 1999年《重案組》
- 1997年《丽宫》 导演：孙彦军
- 1996年《偷渡客》 导演：孙请国
- 1996年《同鄉姐妹》
- 1996年《只此之内》
- 1995年《孟姜女》
- 1994年《老城》 导演：孙请国